# Chlidichthys rubiceps
Chlidichthys rubiceps är en fiskart som beskrevs av Lubbock, 1975. Chlidichthys rubiceps ingår i släktet Chlidichthys och familjen Pseudochromidae. Inga underarter finns listade i Catalogue of Life.